# Suzuki GSX 600 F
Die GSX 600 F ist ein Motorrad des japanischen Herstellers Suzuki, das in mehreren Formen gebaut worden ist. Sie zählt zu den Sporttourern. Sie ist das kleinste in Europa verfügbare Modell der GSX-F-Reihe, welche ebenfalls die Modelle GSX 250 F, GSX 400 F, Suzuki GSX 750 F und Suzuki GSX 1100 F umfasst. Nachfolger ist die GSX 650 F.
Zum Erscheinungstermin 1988 war die GSX 600 F als Supersportler gegen die Konkurrenz angetreten, wobei sie jedoch von Beginn an eher als vielseitiger Breitensportler zu bewerten war. Dafür sprechen überwiegend die (für den Fahrer) meist recht angenehme Sitzposition, guter Windschutz und das hohe Leergewicht von über 220 kg.

## Technisches
Motor

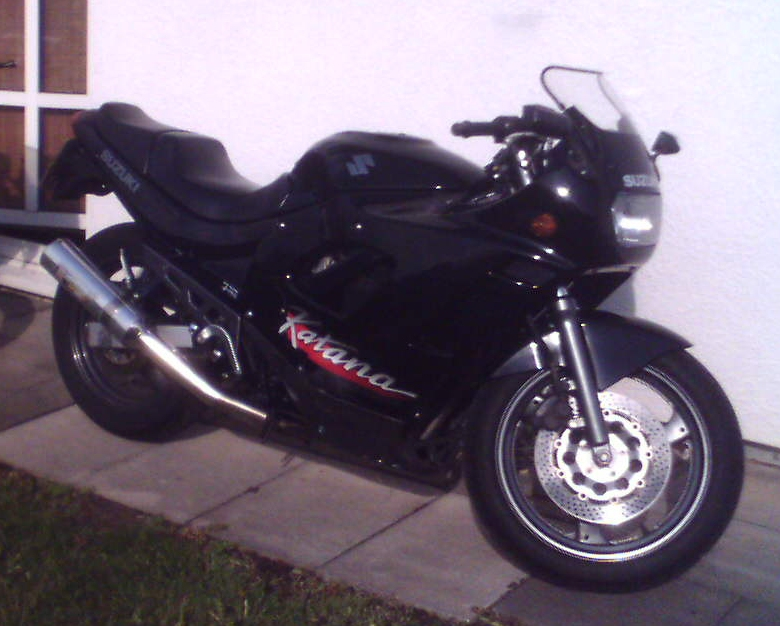
Suzuki GSX 600 F Katana (Reimport GN72A), Baujahr 1991

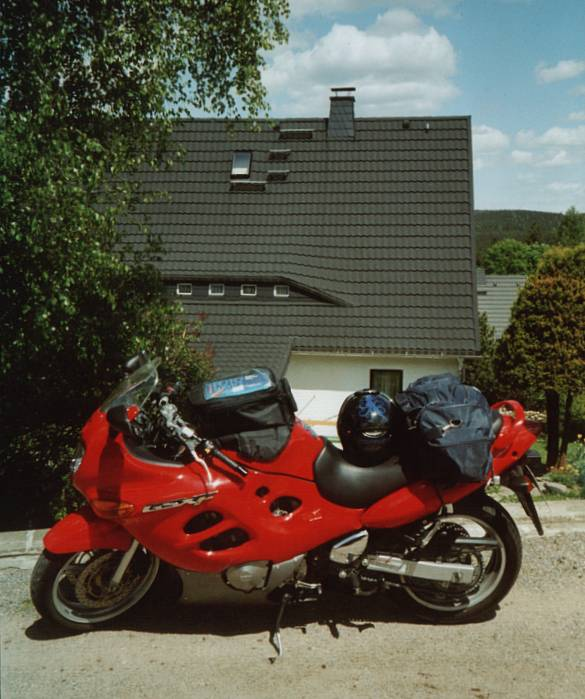
Suzuki GSX 600 F, Baujahr 1999

Der Motor hat Supersport Gene -er ist ein drehfreudiger, vom inzwischen wegen Umstiegs auf Wasserkühlung ausgemusterten GSX-R 750 Motor abgeleiteter 4-zylindriger und Luft-/Ölgekühlter Viertaktmotor, dessen Leistung sich erst ab rund 7000/min entfaltet. Da zahlreiche gedrosselte Varianten ab Werk bestellbar waren, sind unsachgemäß ge- bzw. entdrosselte Motoren ein häufiger Grund für Motorschäden.
Vergaser
In den ersten beiden Baujahren wurden noch mit den Gasschiebern fest verbundene Vergasermembranen verwendet.
Choke
Der Chokehebel  ist beim 1988er-Modell noch direkt am Vergaser angebracht. Er ist schlecht erreich- und dosierbar sowie leicht übersehbar. Längere Fahrten mit angereichertem Gemisch (gezogener Choke) führt zu erhöhtem Verschleiß. Zum Modelljahr '89 wurde der Hebel an den Lenker verlagert.
Abgasanlage
Der Auspuff ist rostanfällig. Ab Baujahr 1989 haben die Schalldämpfer Edelstahlummantelungen, welche gegen Rost von innen jedoch keine Wirkung haben. Auspuffanlagen – auch abgewandelte wie z. B. 4-in-1 Anlagen – in Edelstahlausführung von Fremdherstellern sind verbreitet in Gebrauch.
Aufhängung
Die Gabel lässt sich erst ab Modelljahr 1989 mehrfach einstellen. Sie lässt sich somit auf das Fahrergewicht abstimmen, wodurch die Neigung, durchzuschlagen verringert wird.
Weitere Modifikationen
Ab Baujahr 1989:
- schwimmend gelagerte Bremsscheiben
- breitere und massivere Dreispeichenfelgen
- Gabel und Federbein verstellbar

Ab Baujahr 1990:
- veränderte Vergaser
- abgeänderte Steuerzeiten

## Technische Daten
Abmessungen, Gewichte:
- Leergewicht: 208 kg
- Gewicht vollgetankt: 228 kg
- zulässiges Gesamtgewicht: 440 kg
- Radstand: 1.470 mm
- Bodenfreiheit: 120 mm
- Länge: 2.175 mm
- Breite: 745 mm
- Höhe: 1.195 mm
- Sitzhöhe: 785 mm
- Tankinhalt: 20 l, davon 5 l Reserve
- Rahmenart: Stahlrohr Doppelschleifenrahmen
- 4-Takt Reihenmotor
- Hubraum: 589 cm³
- Leistung: 63/86 (kW/PS) bis Baujahr ’97 (GN72)
- gedrosselte Varianten mit 37/50 - 25/34 - 20/27 (kW/PS) waren von Werk bestellbar.
- Leistung: 57/78 PS (kW/PS) ab Baujahr ’98 (AJ)
- Höchstgeschwindigkeit: ca. 200 km/h
- Kühlung: Luft-Öl
- Ventile: 4 pro Zylinder
- Ventilsteuerung DOHC
- Treibstoff: bleifreies Normalbenzin
- Kupplung: Mehrscheiben-Ölbad
- Getriebeart: 6-Gang-Schaltung
- Felge vorne 3,00 × 17
- Felge hinten 3,50 × 17
- Bremsen: Doppelscheibe (vorn), Einzelscheibe (hinten)

Fahrwerk:
- Felgengröße: 3,0 × 17 Zoll vorn
- 3,5 × 17 Zoll hinten
- Reifen:
- Bremsen: Doppelscheibe vorn
- Scheibe hinten
- Bremsendurchmesser: 290 mm vorn
- 245 mm hinten
- Vorderradfederung: Teleskopgabel, Schraubenfeder, Ölgedämpft, vierfach einstellbare Rückpralldämpfungskraft
- Hinterradfederung: Schwingenarm, Schraubenfeder, Ölgedämpft, Feder in 7 Stufen einstellbar, vierfach einstellbare Rückpralldämpfungskraft
- Lenkeinschlag: 33° (links und rechts)
- Lenkkopfwinkel: 25° 18'
- Nachlauf: 99,5 mm

Motor:
- Motor: Vierzylinder Viertakt
- Hubraum: 599 cm³
- Bohrung × Hub: 62,6 mm × 48,7 mm
- Verdichtung: 11,3:1
- Leistung: 63 kW (86 PS) bis Baujahr 1997 bei 10.500 min−1
- Leistung: 57 kW (78 PS) ab Baujahr 1998 bei 10.500 min−1
- Leerlaufdrehzahl: 1.100 bis 1.300 min−1

Gemischbildung:
- Vergaser: Mikuni BST 33ss ×4
- Vergaserluftschraube: 1 7/8 raus . Standard
- Kraftstoffart: Normal Benzin
- Kühlung: Öl / Luft
- Höchstgeschwindigkeit: 200 km/h
- Schmiersystem: Nasssumpfschmierung
- Kettenrad: 45 Zähne
- Ritzel: 15 Zähne

Getriebe:
- Kupplung: Mehrscheiben (7)- Ölbadkupplung, Seilzug
- Getriebe: 6 Gang Dauereingriff
- Schaltschema: 1. Gang nach unten   5 nach oben
- Primäruntersetzung: 1,744 (75/43)
- Ganguntersetzung:
- 1. Gang: 3,083 (37/12)
- 2. Gang: 2,062 (33/16)
- 3. Gang: 1,647 (28/17)
- 4. Gang: 1,400 (28/20)
- 5. Gang: 1,227 (27/22)
- 6. Gang: 1,095 (23/21)
- Enduntersetzung: 1,133 (47/15)

Elektrische Ausrüstung:
- Zündung: Elektronische Zündung (Transistorzündung)
- Batterietyp: YTX9-BS, 12 Volt, 28,8 kC (8-AH)/ 10 HR
- Leistung der Lichtmaschine: max. 550 Watt, Drehstromgenerator
- Startersystem: Elektrisch
- Öldruckkontrollleuchte, Hupe, Bremsleuchte
- Benzinuhrbeleuchtung, Rückleuchte,
- Nummernschildbeleuchtung